# Remo nos Jogos Paralímpicos de Verão de 2012
As competições de remo nos Jogos Paralímpicos de Verão de 2012 foram disputadas entre os dias 31 de agosto e 2 de setembro no Lago Dorney, em Londres.
O remo paralímpico é disputado por atletas com diferentes tipos de deficiência física, desde a cegueira até amputações mais severas. Os remadores são divididos em três classes: 
- AS: (arms & shoulders) São atletas que podem usar apenas os braços e ombros para impulsionar o barco. Também participam atletas com paralisia cerebral, dificuldade locomotora ou algum prejuízo neurológico. Os atletas dessa categoria disputam as provas de skiff simples, em eventos separados por gênero;
- TA: (trunk & arms) São atletas que podem usar braços, ombros e o tronco para impulsionar o barco. Podem ter amputações nas pernas que impossibilitem a utilização do acento deslizante. Participam também atletas com paralisia cerebral, dificuldade locomotora ou algum prejuízo neurológico em menor grau. Os atletas dessa categoria competem no skiff duplo misto, com um homem e uma mulher compondo o mesmo barco;
- LTA: (legs, tunks & arms) São atletas que possuem o menor nível de deficiência. São elegíveis para essa categoria deficientes visuais, desde que usem vendas; atletas amputados ou que possuem algum tipo de paralisia cerebral ou outro prejuízo neurológico. Atletas dessa categoria competem no barco de 4 pessoas com timoneiro. Homens e mulheres compõem o mesmo barco e o timoneiro também deve ter alguma deficiência mínima.

## Calendário
| Agosto/setembro | 29 | 30 | 31 | 1 | 2 | 3 | 4 | 5 | 6 | 7 | 8 | 9 |
| --------------- | -- | -- | -- | - | - | - | - | - | - | - | - | - |
| Remo            |    |    |    |   | 3 |   |   |   |   |   |   |   |

|  | Dia de competição |  | Dia de final |

## Eventos
- Skiff simples masculino
- Skiff simples feminino
- Skiff duplo misto
- Quatro com timoneiro misto

## Medalhistas
| Evento                           | Ouro                                                                                         | Prata                                                                                        | Bronze                                                                                            |
| -------------------------------- | -------------------------------------------------------------------------------------------- | -------------------------------------------------------------------------------------------- | ------------------------------------------------------------------------------------------------- |
| Skiff simples masculino detalhes | Huang Cheng CHN China                                                                        | Erik Horrie AUS Austrália                                                                    | Aleksey Chuvashev RUS Rússia                                                                      |
| Skiff simples feminino detalhes  | Alla Lysenko UKR Ucrânia                                                                     | Nathalie Benoit FRA França                                                                   | Liudmila Vauchok BLR Bielorrússia                                                                 |
| Skiff duplo misto detalhes       | Lou Xiaoxian Fei Tianming CHN China                                                          | Perle Bouge Stephane Tardieu FRA França                                                      | Oksana Masters Rob Jones USA Estados Unidos                                                       |
| Quatro com misto detalhes        | Pamela Relph Naomi Riches David Smith James Roe Lily van den Broecke (tim.) GBR Grã-Bretanha | Anke Molkenthin Astrid Hengsbach Tino Kolitscher Kai Kruse Katrin Splitt (tim.) GER Alemanha | Andrii Stelmakh Kateryna Morozova Olena Pukhaieva Denys Sobol Volodymyr Kozlov (tim.) UKR Ucrânia |

## Quadro de medalhas
| Ordem | País               | Medalha de ouro | Medalha de prata | Medalha de bronze |    |
| ----- | ------------------ | --------------- | ---------------- | ----------------- | -- |
| 1     | CHN China          | 2               |                  |                   | 2  |
| 2     | UKR Ucrânia        | 1               |                  | 1                 | 2  |
| 3     | GBR Grã-Bretanha   | 1               |                  |                   | 1  |
| 4     | FRA França         |                 | 2                |                   | 2  |
| 5     | AUS Austrália      |                 | 1                |                   | 1  |
| 5     | GER Alemanha       |                 | 1                |                   | 1  |
| 7     | RUS Rússia         |                 |                  | 1                 | 1  |
| 7     | BLR Bielorrússia   |                 |                  | 1                 | 1  |
| 7     | USA Estados Unidos |                 |                  | 1                 | 1  |
| TOTAL | TOTAL              | 4               | 4                | 4                 | 12 |